# Катар на літніх Олімпійських іграх 2000
Катар брав участь у Літніх Олімпійських іграх 2000 року в Сіднеї (Австралія) уп'яте за свою історію, але не завоював жодної медалі.